# Agencia Nacional de Telecomunicaciones

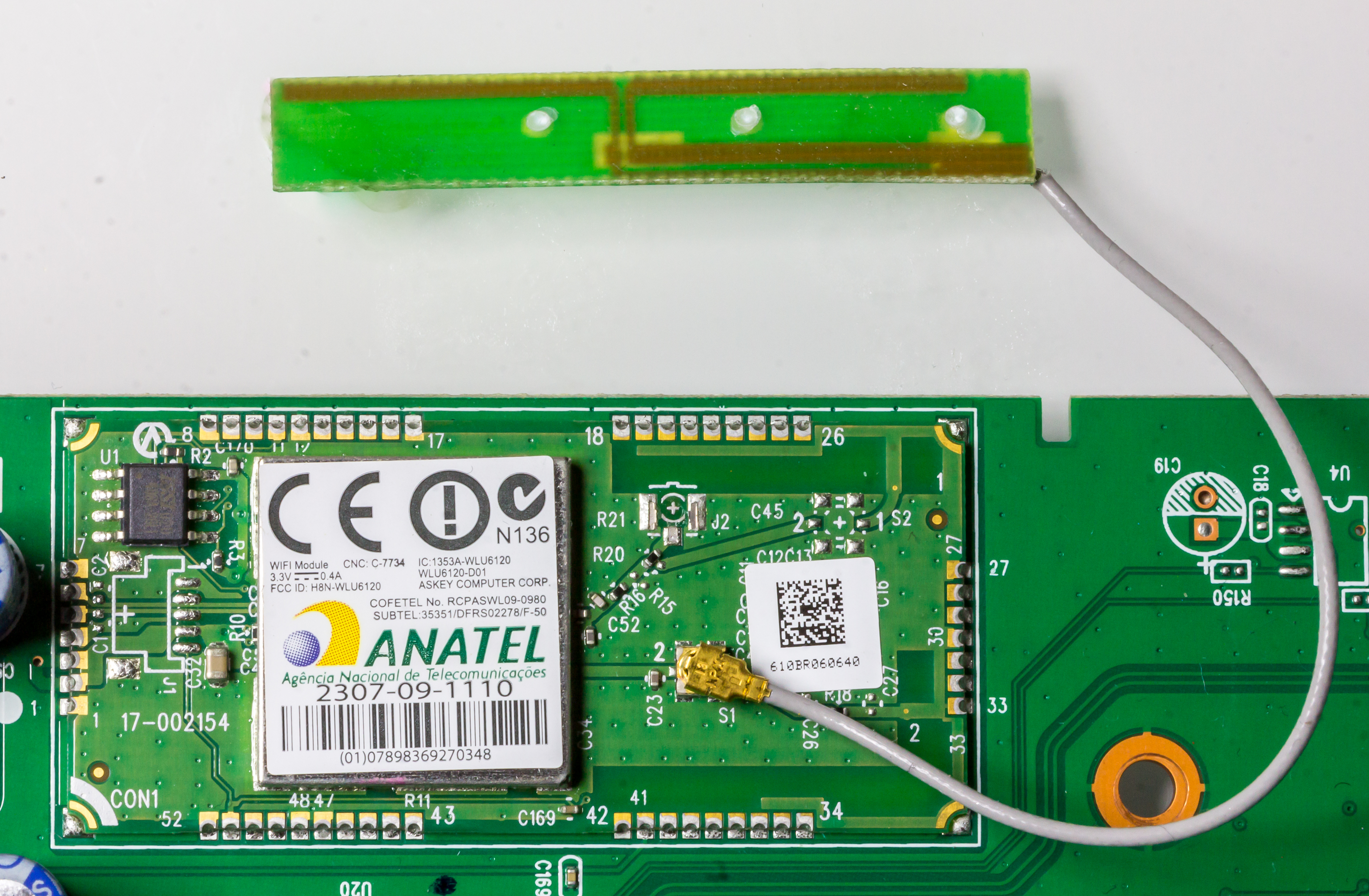
Tarjeta de red Wi-Fi con permiso de la FCC

La Agencia Nacional de Telecomunicaciones (en portugués: Agência Nacional de Telecomunicações), conocida por las siglas Anatel, es una agencia especial en Brasil que tiene las facultades de otorgar, regular y supervisar las telecomunicaciones en Brasil, así como poseer experiencia técnica y otros activos materiales. Fue creada por la ley general de telecomunicaciones (Ley 9472, 16/07/1997) en 1997 y regida por el Decreto 2338 del 07/10/1997, heredando facultades del Ministerio de Comunicación.
La agencia es administrativa y financieramente independiente y no está subordinada jerárquicamente a ninguna agencia gubernamental. Sus decisiones solo se pueden apelar ante los tribunales.